# Acrolophus cressoni
Acrolophus cressoni är en fjärilsart som beskrevs av Walsingham 1882. Acrolophus cressoni ingår i släktet Acrolophus och familjen Acrolophidae. Inga underarter finns listade i Catalogue of Life.